# Berggurka
Berggurka (Thladiantha dubia) är en gurkväxtart som beskrevs av Aleksandr Andrejevitj Bunge. Enligt Catalogue of Life ingår Berggurka i släktet berggurkor och familjen gurkväxter, men enligt Dyntaxa är tillhörigheten istället släktet berggurkor och familjen gurkväxter. Arten förekommer tillfälligt i Sverige, men reproducerar sig inte. Inga underarter finns listade i Catalogue of Life.

## Bildgalleri

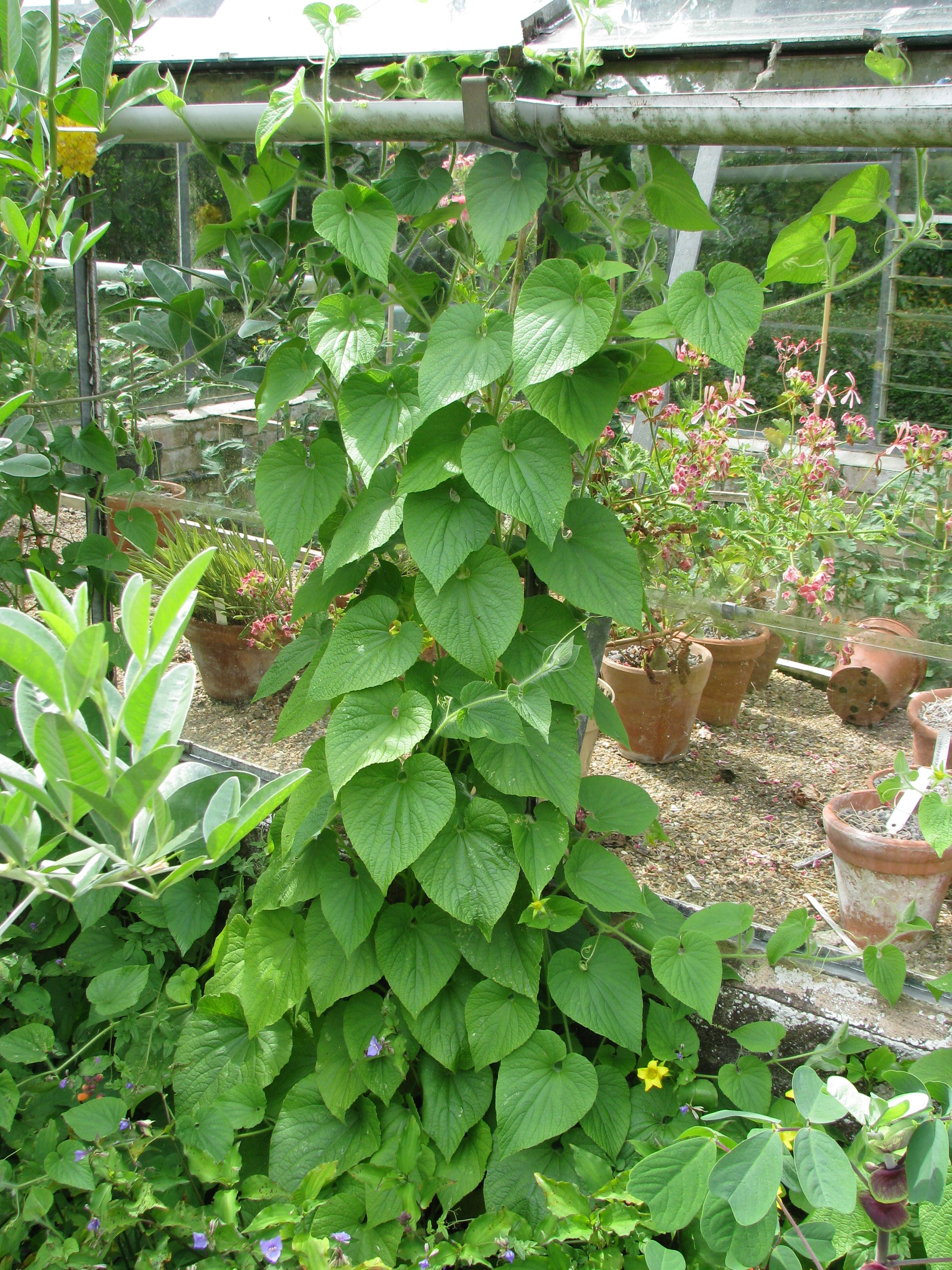
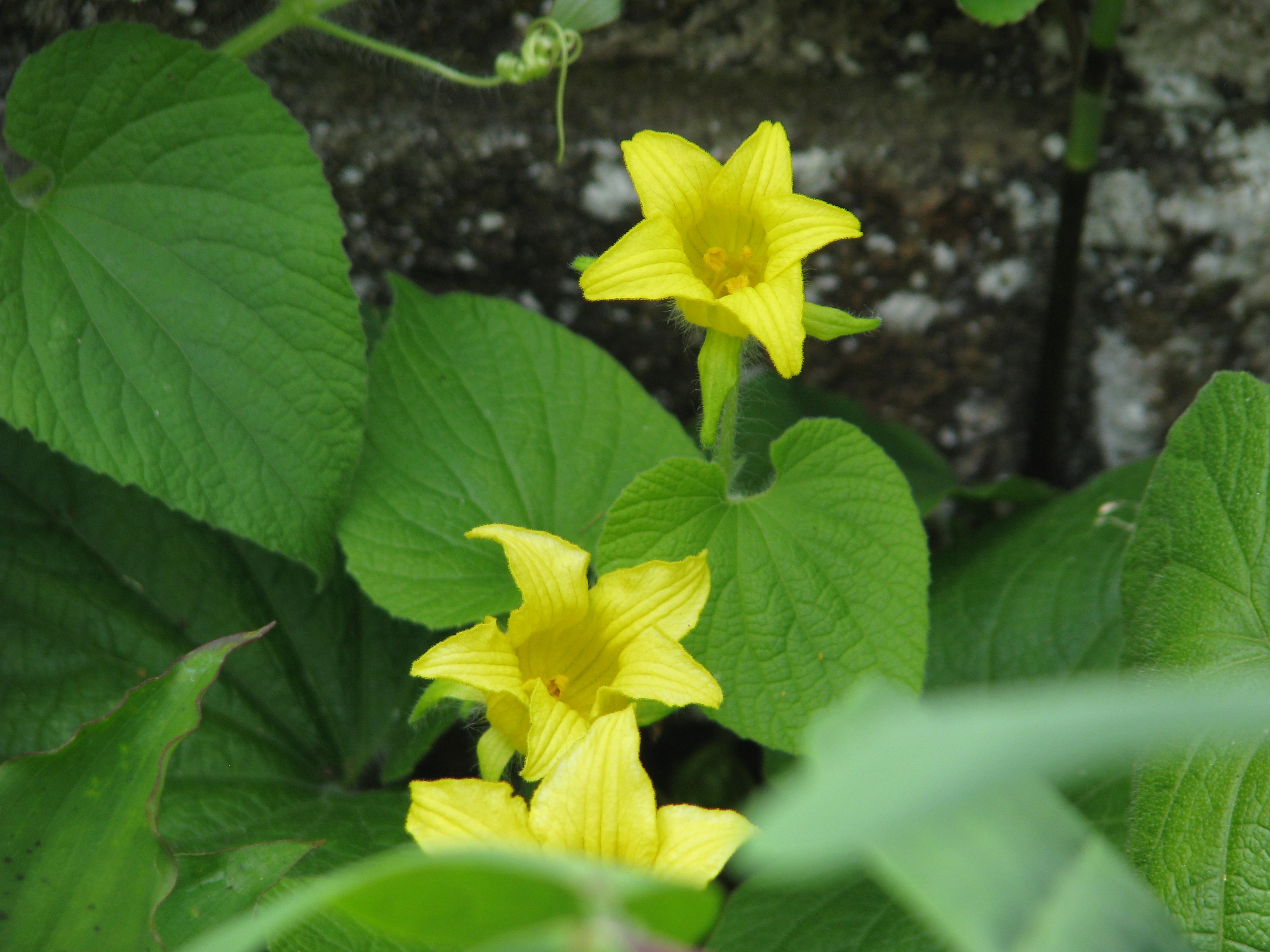